# Liste der Kulturgüter in Schöftland
Die Liste der Kulturgüter in Schöftland enthält alle Objekte in der Gemeinde Schöftland im Kanton Aargau, die gemäss der Haager Konvention zum Schutz von Kulturgut bei bewaffneten Konflikten, dem Bundesgesetz vom 20. Juni 2014 über den Schutz der Kulturgüter bei bewaffneten Konflikten sowie der Verordnung vom 29. Oktober 2014 über den Schutz der Kulturgüter bei bewaffneten Konflikten unter Schutz stehen.
Objekte der Kategorien A und B sind vollständig in der Liste enthalten, Objekte der Kategorie C fehlen zurzeit (Stand: 1. Januar 2023). Unter übrige Baudenkmäler sind weitere geschützte Objekte zu finden, die in der Bau- und Nutzungsordnung der Gemeinde verzeichnet und nicht bereits in der Liste der Kulturgüter enthalten sind.

## Kulturgüter
| Foto |                                                                                            | Objekt                                                      | Kat. | Typ | Standort                                | Beschreibung |
| ---- | ------------------------------------------------------------------------------------------ | ----------------------------------------------------------- | ---- | --- | --------------------------------------- | --- |
| ja   | Datei hochladen · Wikidata zu Schloss (Q1473154)                                           | Schloss KGS-Nr.: 00242                                      | A    | G   | Bahnhofstrasse 5 646231 / 239456        | 1660 erbautes Herrenhaus im nachgotischen Stil. Dreigeschossiger Rechteckbau mit Eckstrebepfeilern, unter Gerschilddach mit Ründen und geschnitzten Bügen. An der Westseite runder Treppenturm mit kantigem Spitzhelm. |
| ja   | Datei hochladen · Wikidata zu Evangelisch-Reformierte Kirche und Pfarrhaus (Q2137055)      | Evangelisch-Reformierte Kirche und Pfarrhaus KGS-Nr.: 00241 | B    | G   | Bahnhofstrasse 1, 1.2 646274 / 239507   | 1683 nach Brand wiederaufgebaute Saalkirche im gotischbarocken Übergangsstil. Chor und Turm von 1506; ältere Teile reichen bis ins 7. Jahrhundert zurück. Daneben steht das 1731 umgebaute Pfarrhaus mit Mauerwerk aus dem Mittelalter und dem 16./17. Jahrhundert, ein behäbiger zweigeschossiger Mauerbau unter geknicktem Walmdach mit Holzlauben an der Westseite. |
| BW   | Datei hochladen · Wikidata zu Gasthof Zum Ochsen: Süd- und Ostfassade und Dach (Q29580734) | Gasthof zum Ochsen KGS-Nr.: 15758                           | B    | G   | Dorfstrasse 11 646317 / 239527          | 1780 von Carl Ahasver von Sinner erbauter Gasthof im klassizistischen Stil. Lang gestreckter, zweigeschossige Massivbau an prominenter Lage im Dorfzentrum. Geknicktes, weit vorkragendes Walmdach. |
| BW   | Datei hochladen · Wikidata zu Haus Nr. 141 (Q29580736)                                     | Gärbi KGS-Nr.: 15759                                        | B    | G   | Picardiestrasse 1 (1.1) 646194 / 239315 | 1811 erbauter Oberschichtbau im klassizistischen Stil. Zweigeschossiger Mauerbau mit Mansarddach. |
| ja   | Datei hochladen · Wikidata zu Sogenanntes Salzpeterhaus (Q29580744)                        | Salzpeterhaus KGS-Nr.: 15760                                | B    | G   | Luzernerstrasse 17 646246 / 239204      | 1641 erbauter ländlicher Oberschichtbau im spätgotischen Stil. |
| ja   | Datei hochladen · Wikidata zu Wachthäuser des Schlosses (Q115934385)                       | Wachthäuser des Schlosses KGS-Nr.: 16094                    | B    | G   | Dorfstrasse 3.2, 7 646304 / 239454      | Weitgehend identische Toranlagen beidseits des Vorhofes zum Schloss. Schmale, zweigeschossige Rechteckbauten im klassizistischen Stil mit Ecklisenen und flachem Walmdach. |

## Übrige Baudenkmäler
| ID   | Foto |                                                               | Objekt                                             | Typ | Standort                              | Beschreibung |
| ---- | ---- | ------------------------------------------------------------- | -------------------------------------------------- | --- | ------------------------------------- | ------------ |
| 903  | BW   | Datei hochladen                                               | Altes Schulhaus (1834–36)                          | G   | Dorfstrasse 16 646329 / 239598        |              |
| 904  | BW   | Datei hochladen                                               | Bezirksschulhaus (1900–02)                         | G   | Dorfstrasse 646352 / 239714           |              |
| 905  | BW   | Datei hochladen                                               | Ehemaliges Spritzenhaus (1905)                     | G   | Ruederstrasse 4 646390 / 239493       |              |
| 906  | BW   | Datei hochladen                                               | Restaurant Haltestelle                             | G   | Dorfstrasse 33 646334 / 239963        |              |
| 907  | BW   | Datei hochladen                                               | Ehemalige Bank Suhrental (1912)                    | G   | Dorfstrasse 9 646318 / 239493         |              |
| 908  | BW   | Datei hochladen                                               | Löwen-Saal (1922)                                  | G   | Dorfstrasse 5 646300 / 239445         |              |
| 909  | BW   | Datei hochladen                                               | Wohnhaus (um 1800)                                 | G   | Picardiestrasse 2 646260 / 239363     |              |
| 910  | BW   | Datei hochladen                                               | Wohnhaus Wacker (1833)                             | G   | Luzernerstrasse 4 646243 / 239317     |              |
| 911  | BW   | Datei hochladen                                               | Wohnhaus (ehem. Fabrik, 1896)                      | G   | Luzernerstrasse 11 646270 / 239268    |              |
| 912  | BW   | Datei hochladen                                               | Villa Frey (1895)                                  | G   | Unterdorfstrasse 7 646170 / 239652    |              |
| 913  | BW   | Datei hochladen                                               | Untere Mühle (1895)                                | G   | Holzikerstrasse 13 646053 / 240219    |              |
| 915  | ja   | Datei hochladen · Wikidata zu Wohnhaus (um 1780) (Q116385489) | Wohnhaus (um 1780)                                 | G   | Mattenweg 6 646127 / 239728           |              |
| 916  | BW   | Datei hochladen                                               | Wohnhaus (1737)                                    | G   | Mattenweg 4 646125 / 239755           |              |
| 917  | BW   | Datei hochladen                                               | Wohnhaus (1910)                                    | G   | Mattenweg 2 646141 / 239775           |              |
| 919  |      | Datei hochladen                                               | Schlossscheuer (frühes 19. Jh.)                    | G   | östlicher Schlosshof                  |              |
| 920  |      | Datei hochladen                                               | Ökonomiegebäude zum ehemaligen Schloss (um 1900)   | G   | westlicher Schlosshof                 |              |
| 921  |      | Datei hochladen                                               | Speicher zum ehem. Gutsbetrieb der Bally (17. Jh.) | G   | Picardiestrasse                       |              |
| 923  | BW   | Datei hochladen                                               | Villa Fehlmann-Knoblauch (1920)                    | G   | Staudenrainweg 9 646547 / 239620      |              |
| 925  | BW   | Datei hochladen                                               | Wohnhaus (ehemalige Pintenschenke, 1788–1790)      | G   | Ruederstrasse 49 647355 / 239208      |              |
| 927  | BW   | Datei hochladen                                               | Bauernhaus (1803)                                  | G   | Dornegg 4 648831 / 239517             |              |
| 927  | BW   | Datei hochladen                                               | Bauernhaus (1808)                                  | G   | Ruederstrasse 42 647363 / 239152      |              |
| 928A | BW   | Datei hochladen                                               | Ruederche-Brücke (1828)                            | G   | Luzernerstrasse 646295 / 239348       |              |
| 928B | BW   | Datei hochladen                                               | Ruederche-Brücke (1797)                            | G   | Picardiestrasse 646029 / 239315       |              |
| 929A | BW   | Datei hochladen                                               | Brunnen Schlosshof (frühes 19. Jh.)                | K   | östlicher Schlosshof 646301 / 239489  |              |
| 929B | BW   | Datei hochladen                                               | Brunnen Schlosshof (um 1900)                       | K   | westlicher Schlosshof 646259 / 239454 |              |
| 929C | BW   | Datei hochladen                                               | Brunnen beim alten Schulhaus (19. Jh.)             | K   | Dorfstrasse 646369 / 239704           |              |
| 929D | BW   | Datei hochladen                                               | Brunnen vor dem nördlichen Wachthaus (19. Jh.)     | K   | 646317 / 239478                       |              |
| 929E | BW   | Datei hochladen                                               | Brunnen beim Wackerhaus (frühes 19. Jh.)           | K   | Luzernerstrasse 4 646265 / 239313     |              |
| 929F |      | Datei hochladen                                               | Brunnen (um 1800)                                  | K   | Picardiestrasse 2                     |              |
| 930  |      | Datei hochladen                                               | Zwei Glocken im Schlosshof (1506)                  | G   | Schlosshof                            |              |
| 931  |      | Datei hochladen                                               | Zwei Grabsteine im Schlosshof                      | G   | Schlosshof                            |              |
| 932A |      | Datei hochladen                                               | Grenzstein                                         | K   | Oberer Huserweg                       |              |
| 934  |      | Datei hochladen                                               | Felsenkeller                                       | G   | Chüestellichopf                       |              |

Legende: Siehe Legende der Liste der Kulturgüter von nationaler und regionaler Bedeutung. Anstelle der KGS-Nummer wird als Objekt-Identifikator (ID) die Inventar- oder Gebäudenummer in der Bau- und Nutzungsordnung der Gemeinde verwendet.